# 黎明柔
黎明柔（英語：Sally M. Ni，1967年10月22日—）是台灣廣播及電視節目主持人，生於美國加州聖馬刁郡，籍貫四川省達縣，是前中華民國海軍一級上將黎玉璽參謀總長之孫女，也是前大陸委員會香港事務局長黎昌意之女。

## 演藝生涯
- 1992年，黎明柔在香港加入衛星電視有限公司（STAR TV，即星空傳媒前身），擔任衛視音樂台VJ，也擔任在衛視中文台播出的STAR TV旗下五大頻道收視情報節目《衛視五星站》主持人。
- 1994年，黎明柔擔任新城電台DJ。
- 1995年，黎明柔回台灣定居，主持台北之音《台北非常DJ》與超級電視台音樂節目《音樂柔柔看》。
- 1995年11月，在魔岩唱片發行的朱約信（豬頭皮）唱片專輯《我家是瘋人院》中，黎明柔與朱約信合作演唱〈女總統在上面〉。
- 1996年2月，在魔岩唱片發行的唱片合輯《魔岩十大魔王之群魔亂舞》中，黎明柔發表首支創作單曲〈呼風喚雨〉。
- 2000年，黎明柔與馬來西亞籍畫家林輝華在馬來西亞檳城州張弼士故居結婚，又在台灣台北市圓山大飯店辦婚宴，此後與林輝華定居義大利羅馬。
- 2006年，黎明柔回台灣定居。
- 2007年7月2日，黎明柔擔任中廣流行網《人來瘋》主持人，並擔任第44屆金馬獎評審。
- 2008年10月，黎明柔接受《時報周刊》專訪時承認，她與林輝華已於2007年12月在馬來西亞簽字離婚。
- 2009年5月16日，黎明柔強調，她與林輝華離婚的原因只是兩人對家庭的觀念落差太大，加上5年前黎昌意突然病逝讓她觀念改變很多，既然家庭的功能已無法運作，兩人協議離婚，「哪有什麼婚變？與林輝華還是朋友關係。」
- 2010年9月，黎明柔與郭彥均主持八大綜合台《愛情麵包蛋炒飯》。
- 2013年7月，黎明柔在三立都會台第八屆《超級偶像 Super Idol》擔任評審。
- 2015年10月9日，黎明柔與香港金融高層朱力賢再婚。[2]
- 2016年2月23日，黎明柔宣布請辭主持中廣流行網《人來瘋》，定居香港。

## 家族關係
- 祖父：黎玉璽，中華民國海軍一級上將。
- 父親：黎昌意，曾任中華民國經濟部中小企業處處長、行政院大陸委員會香港事務局局長、中華民國經濟部投資業務處處長、中美經濟合作策進會秘書長。
- 表妹：哈遠儀，現任中國電視公司《中視新聞全球報導》週一到週五的固定主播。
- 表弟：哈孝遠，現任台灣啤酒籃球隊管理團隊的訓練員。

## 作品
電視主持
| 頻道       | 節目               | 備註         |
| ---------- | ------------------ | ------------ |
| 衛視音樂台 |                    |              |
| 衛視中文台 | 《衛視五星站》     |              |
| 超級電視台 | 《音樂柔柔看》     |              |
| 八大綜合台 | 《愛情麵包蛋炒飯》 | 與郭彥均主持 |
| MTV        | 《MTV封神榜》      |              |

廣播主持
| 頻道       | 節目           |
| ---------- | -------------- |
| 新城電台   | 《我愛普通人》 |
| 台北之音   | 《台北非常DJ》 |
| 中廣流行網 | 《人來瘋》     |

唱片專輯
| 發行年月   | 專輯名稱                | 唱片公司 | 語言 | 曲目 |
| ---------- | ----------------------- | -------- | ---- | --- |
| 1996年11月 | 《我賴你》CD編號MSD-023 | 魔岩唱片 | 國語 | 1. 我賴你 2. 你的自大讓我快樂 3. Secret Room Survice 4. 躺著 5. 閉上你的嘴 6. 愛你愛我 7. 該死的海 8. 睡在你心裡 9. 呼風喚雨 |

著作
| 年份           | 書名                     | 出版社   | ISBN               |
| -------------- | ------------------------ | -------- | ------------------ |
| 1995年12月出版 | 《非常話題 情色男女》    | 商周文化 | ISBN 957-9293-47-3 |
| 1995年12月出版 | 《非常話題 做愛做的事》  | 商周文化 | ISBN 957-9293-39-2 |
| 1996年6月出版  | 《非常話題 我爸跳起來》  | 商周文化 | ISBN 957-9293-66-X |
| 1996年6月出版  | 《非常話題 我媽尖叫》    | 商周文化 | ISBN 957-9293-65-1 |
| 1997年4月出版  | 《一些愚蠢的話》曲家瑞畫 | 元尊文化 | ISBN 957-98717-0-1 |

## 外部連結
- 黎明柔的Facebook專頁
- 中廣流行網DJ介紹－黎明柔（中文）